# Moteur F140 Ferrari-Maserati
Pour les articles homonymes, voir Ferrari et Maserati.
Le moteur F140 est une gamme de moteur à essence 12 cylindres en V des constructeurs automobiles italiens Ferrari et Maserati (du groupe Fiat) fabriqués depuis 2002 par l'usine Ferrari de Maranello (conjointement à la gamme de moteur V8 F136 Ferrari-Maserati, puis Ferrari F154 engine, pour motoriser plusieurs modèles des marques Ferrari et Maserati.

## Historique
Enzo Ferrari (1898-1988) conçoit et industrialise une gamme de moteurs V6 et V8 Dino (filiale Ferrari, créée en 1964 en hommage à son fils aîné Dino Ferrari (1932-1956)) pour motoriser en parallèle de sa gamme de moteur V12, des GT et berlinettes Ferrari (liste des automobiles Ferrari) et Scuderia Ferrari.

Quelques moteurs
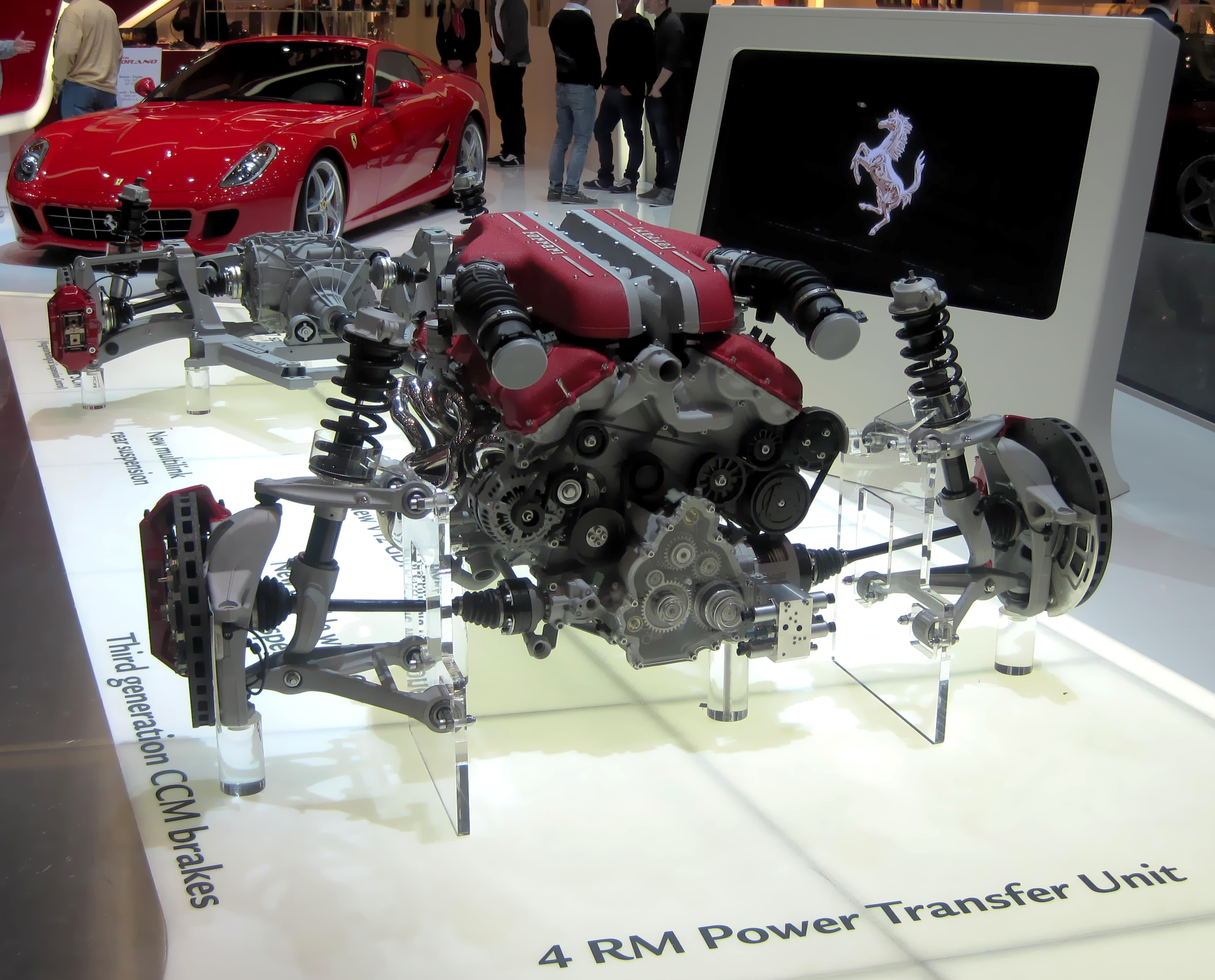
Ferrari FF
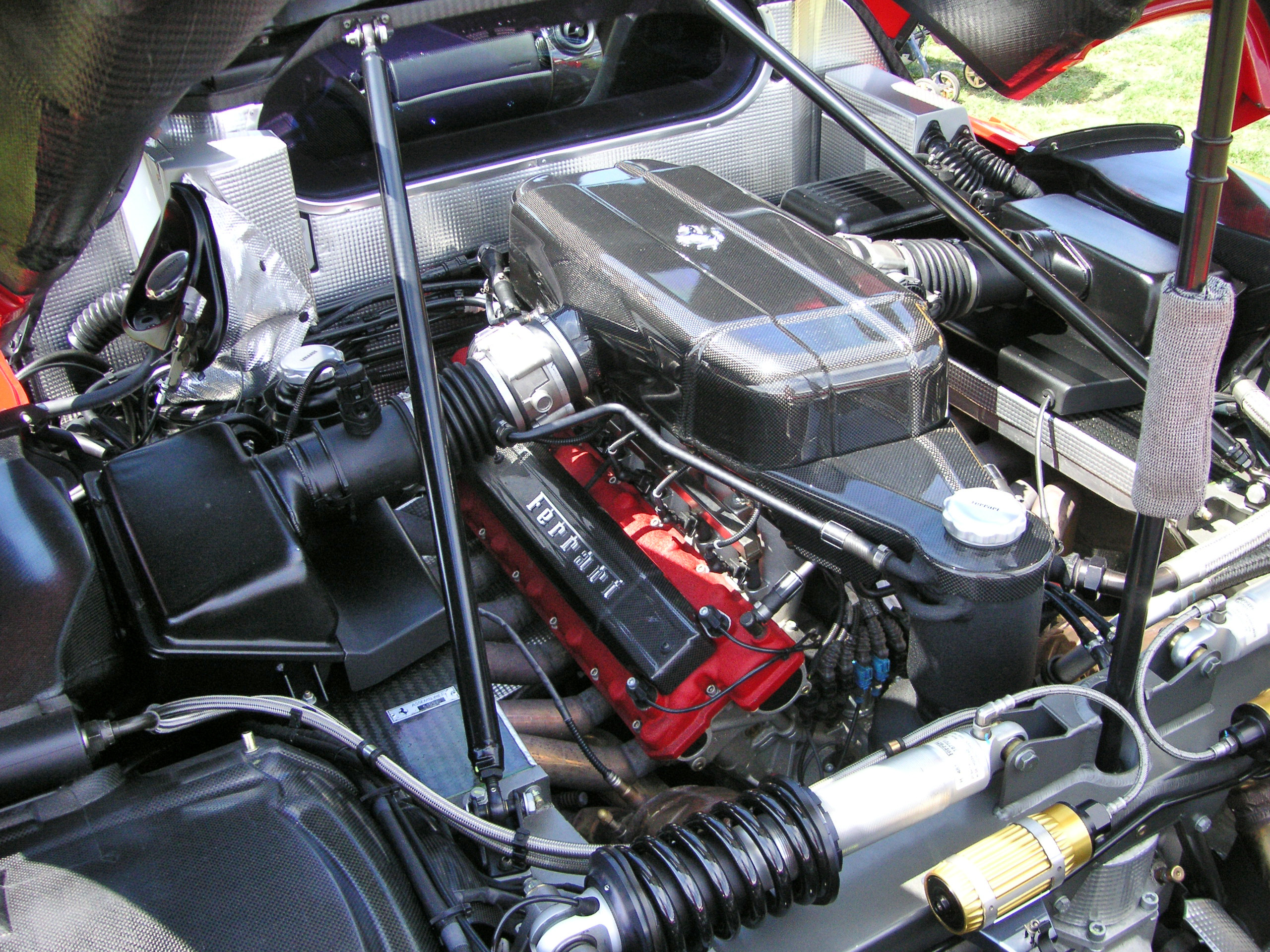
Ferrari Enzo Ferrari
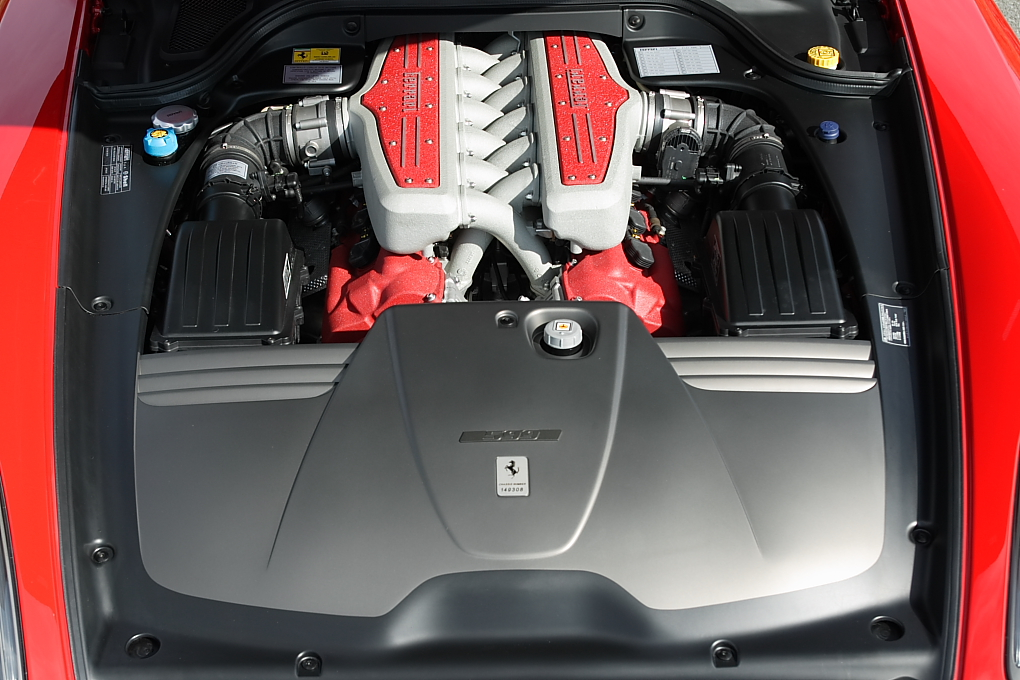
Ferrari 599 GTB Fiorano
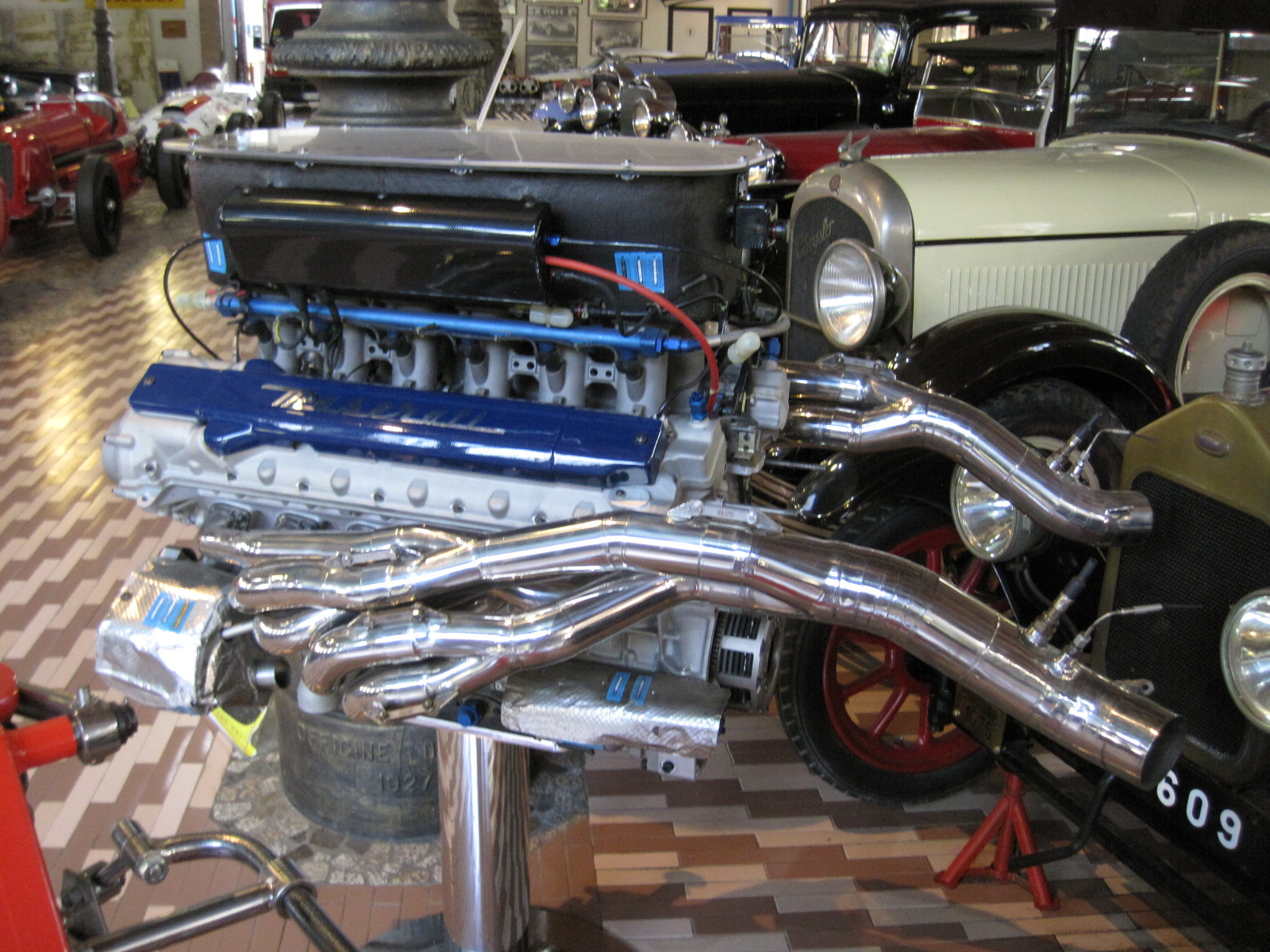
Maserati Birdcage75th

Pour succéder aux moteurs V8 Ferrari F120 et F131 des années 1990, le président de Fiat-Ferrari-Maserati-Alfa Romeo Luca di Montezemolo fait concevoir conjointement en 2002 par Ferrari et Maserati (par esprit de rationalisation de coûts) une gamme de moteur V8 F136 Ferrari-Maserati, puis Ferrari F154 engine V6 et V8 biturbo, ainsi que cette gamme de moteur V12 produits par l'usine Ferrari de Maranello, pour motoriser les Ferrari et Maserati suivantes : 

Quelques modèles de Ferrari et Maserati GT
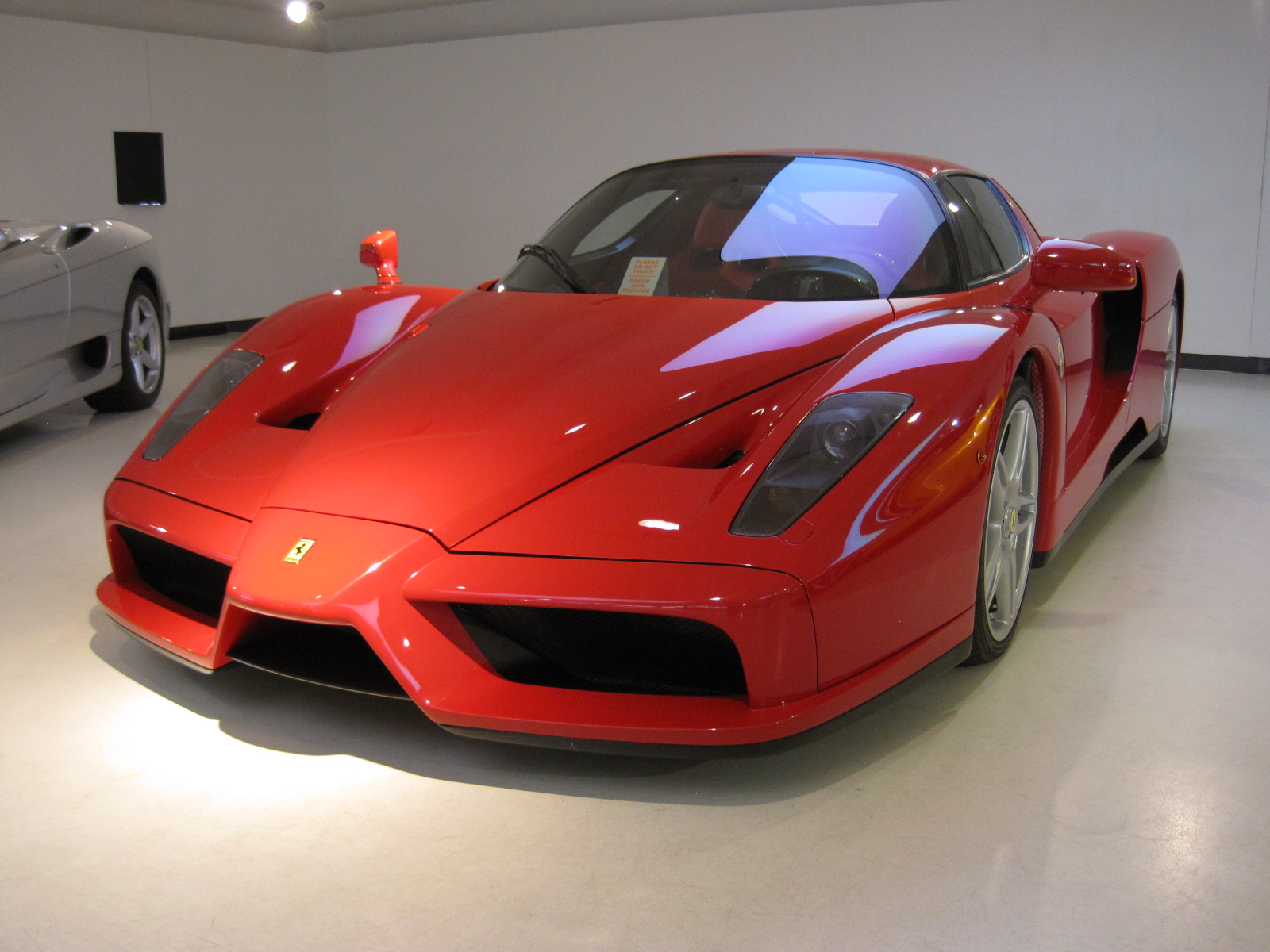
Ferrari Enzo Ferrari
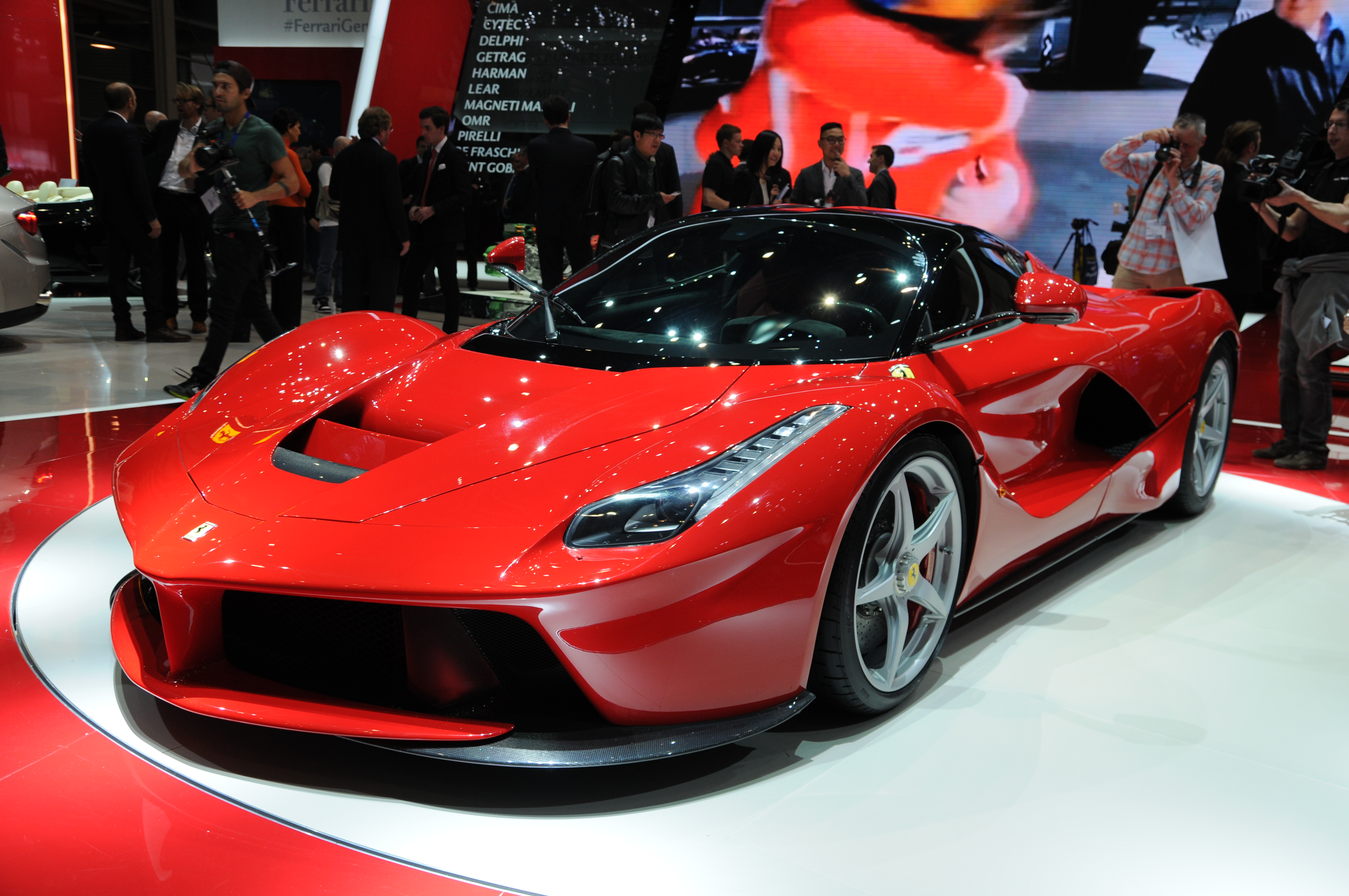
Ferrari LaFerrari
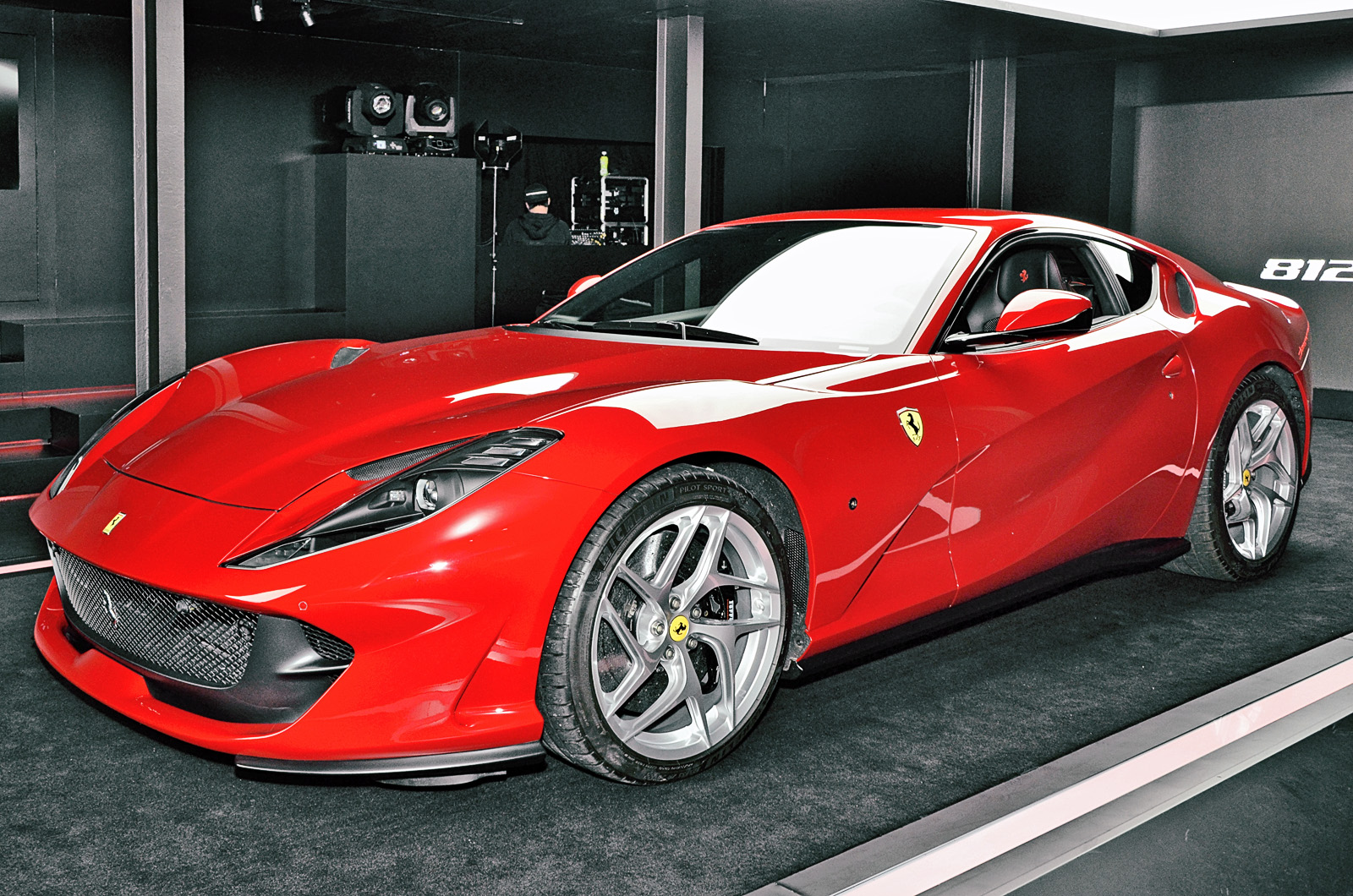
Ferrari 812 Superfast
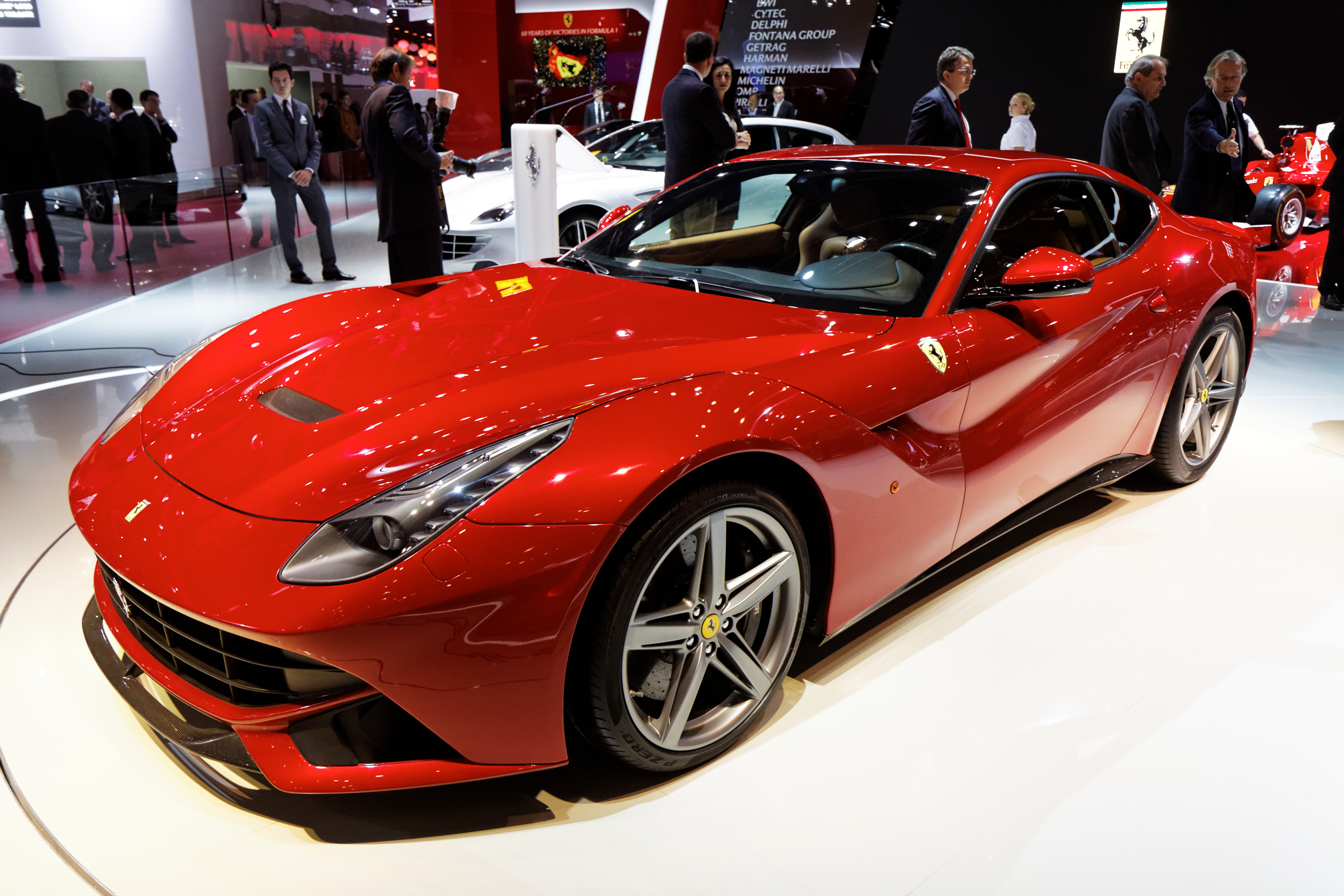
Ferrari F12berlinetta
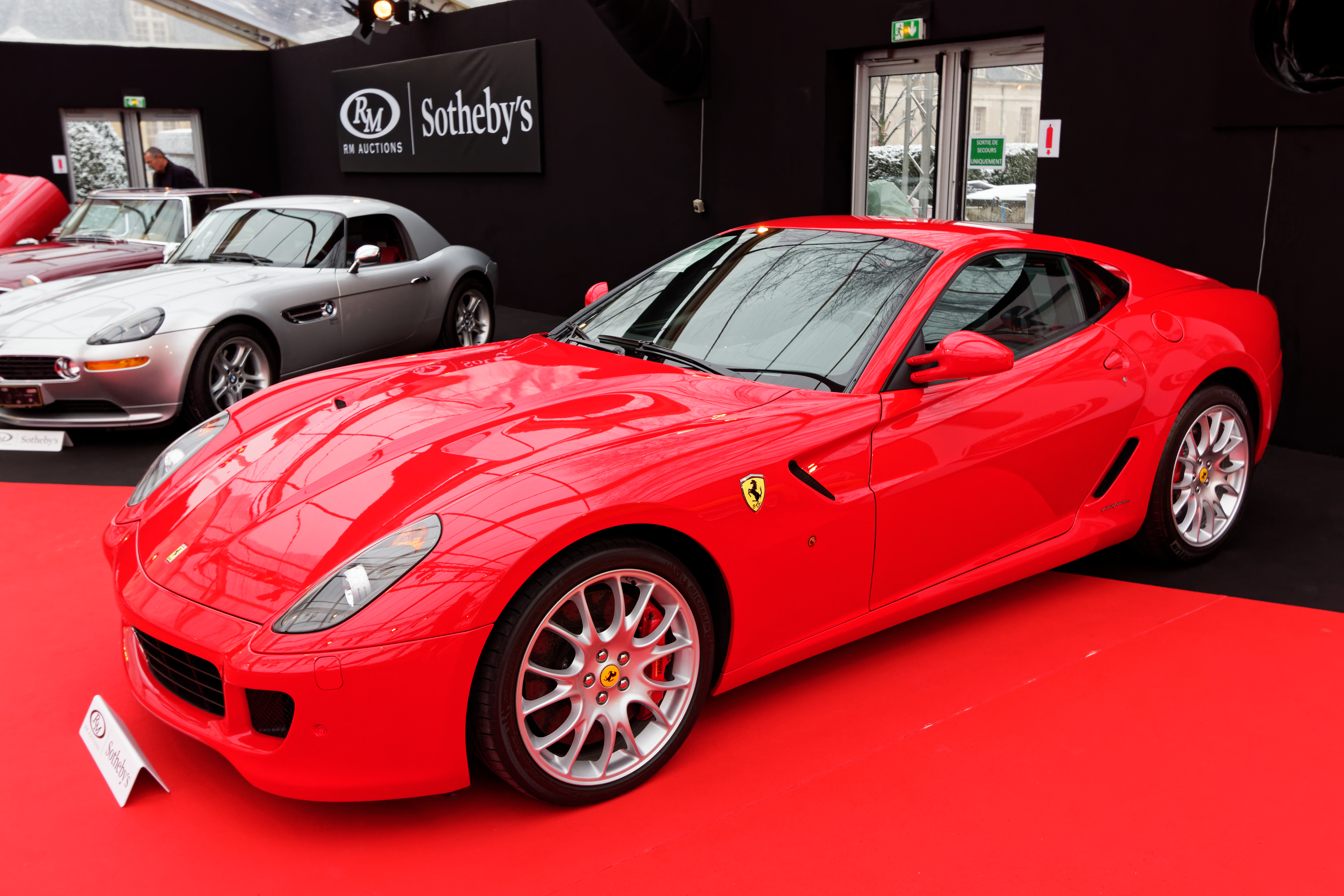
Ferrari 599 GTB Fiorano
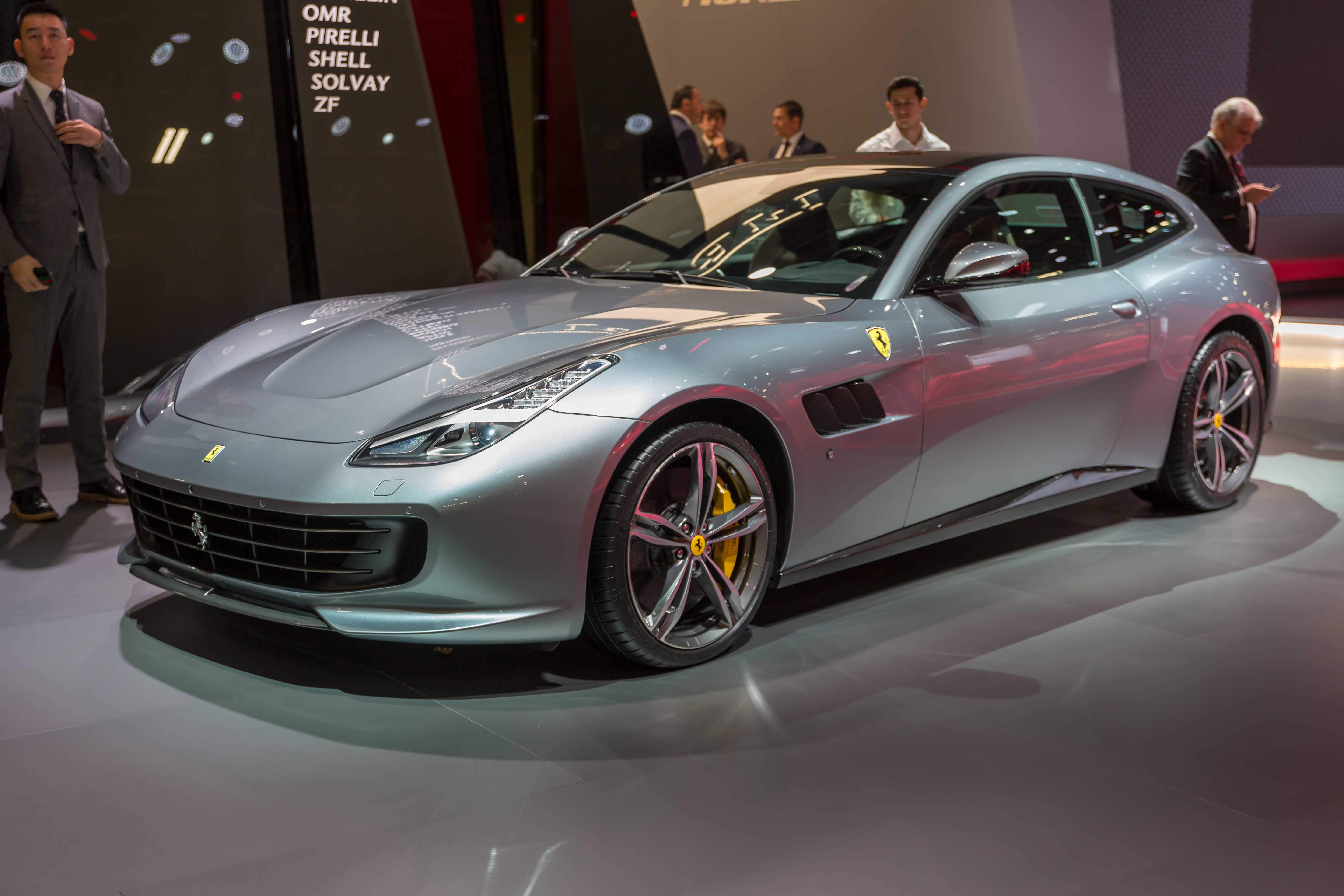
Ferrari GTC4Lusso
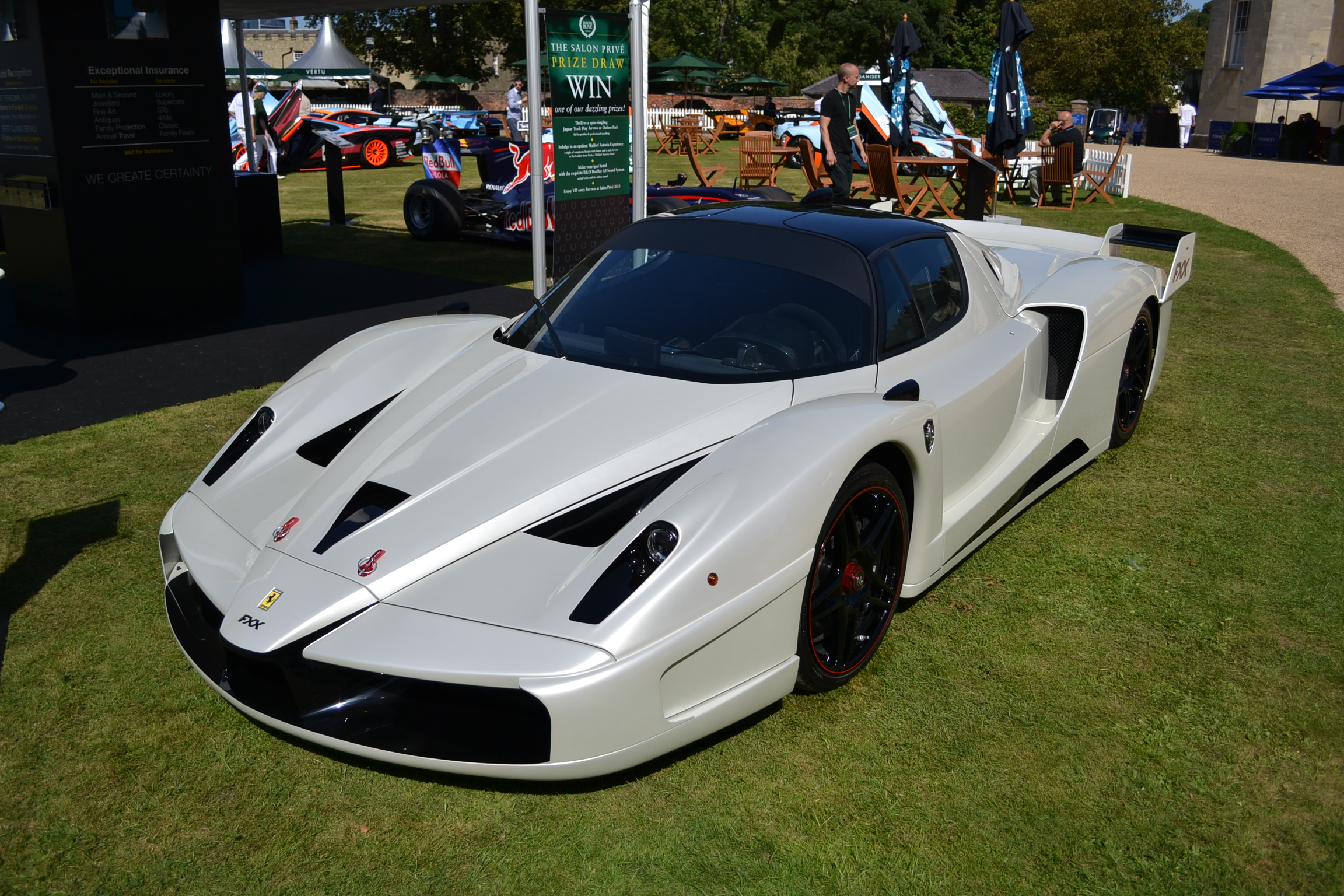
Ferrari FXX
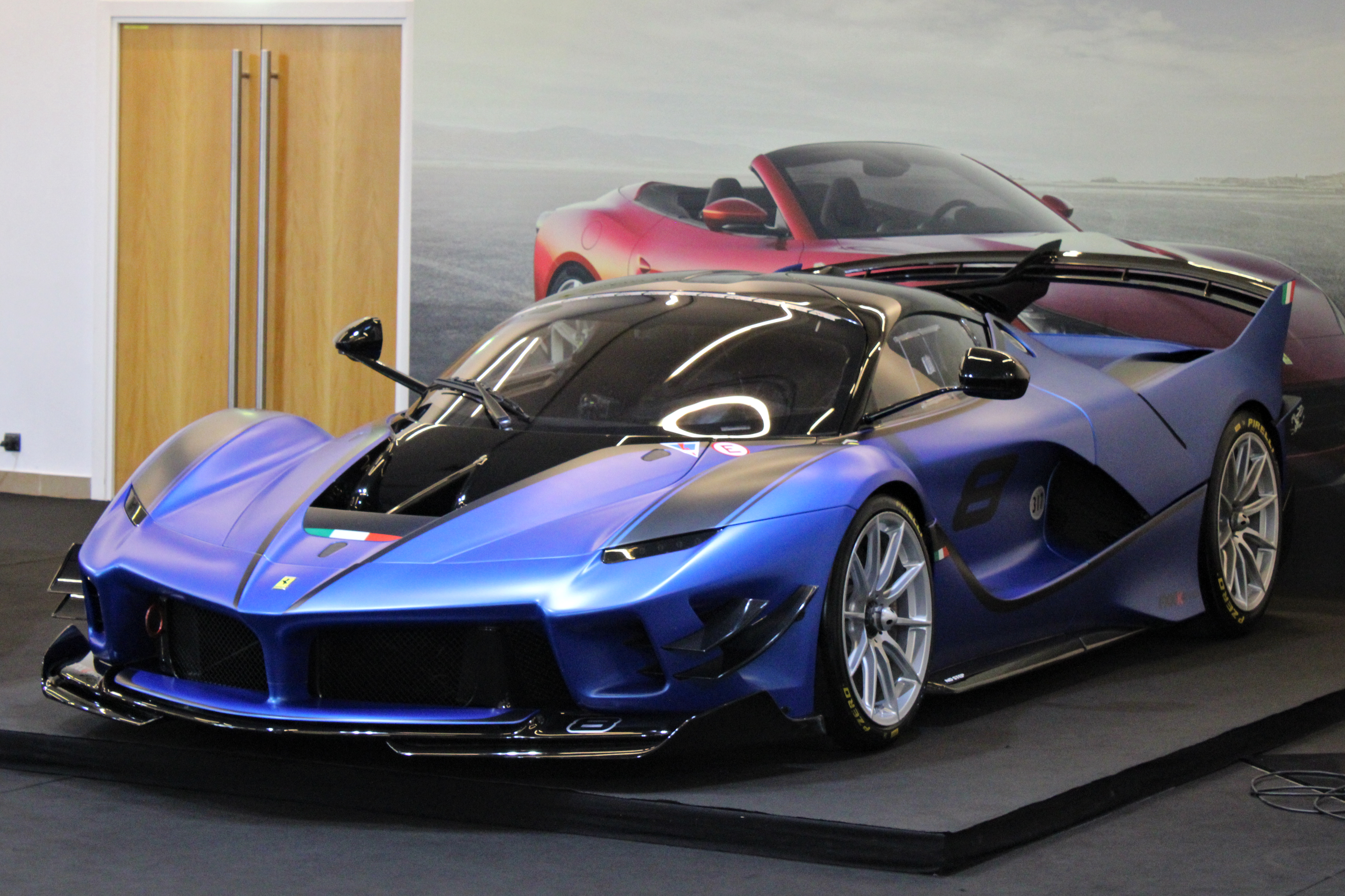
Ferrari FXX K
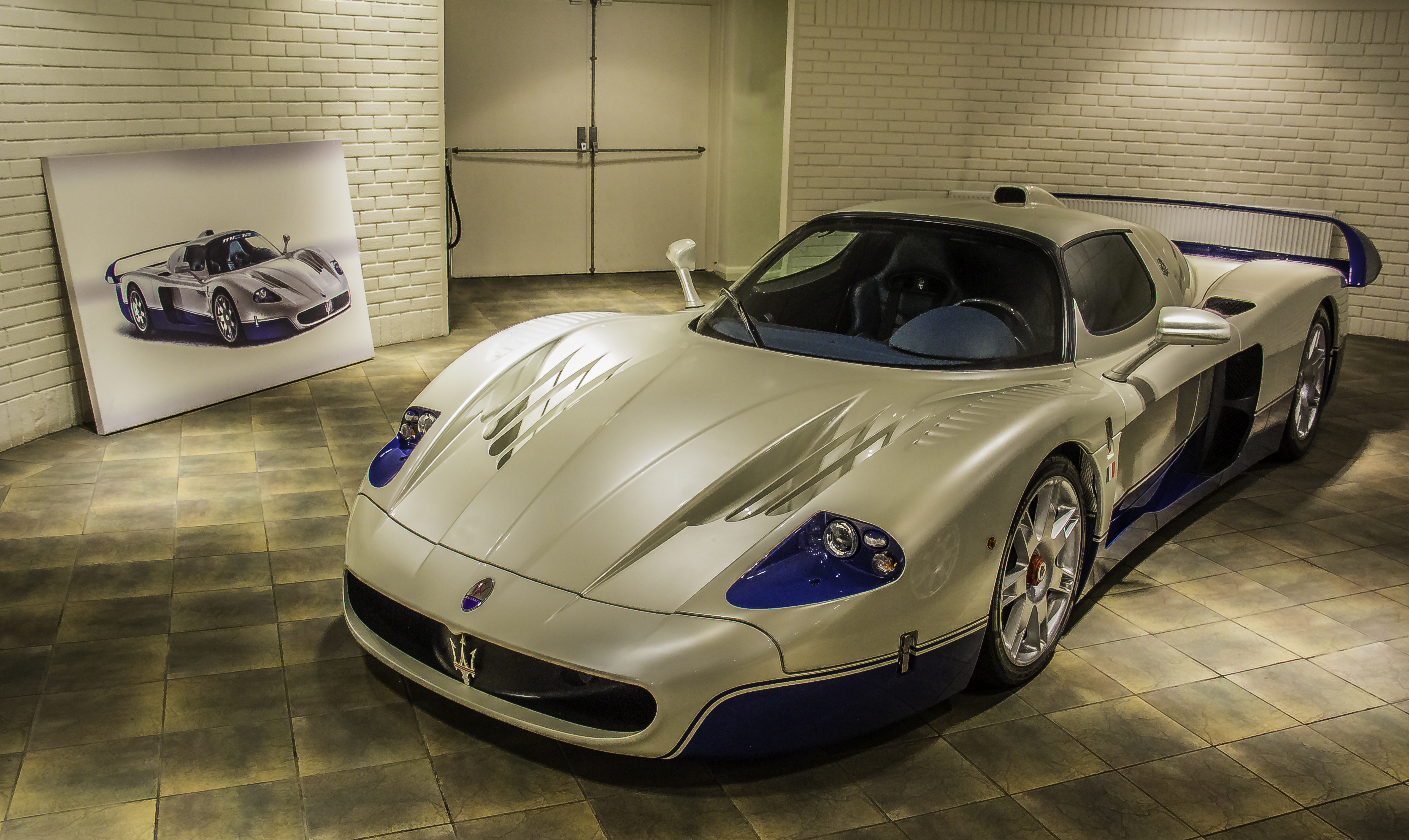
Maserati MC12
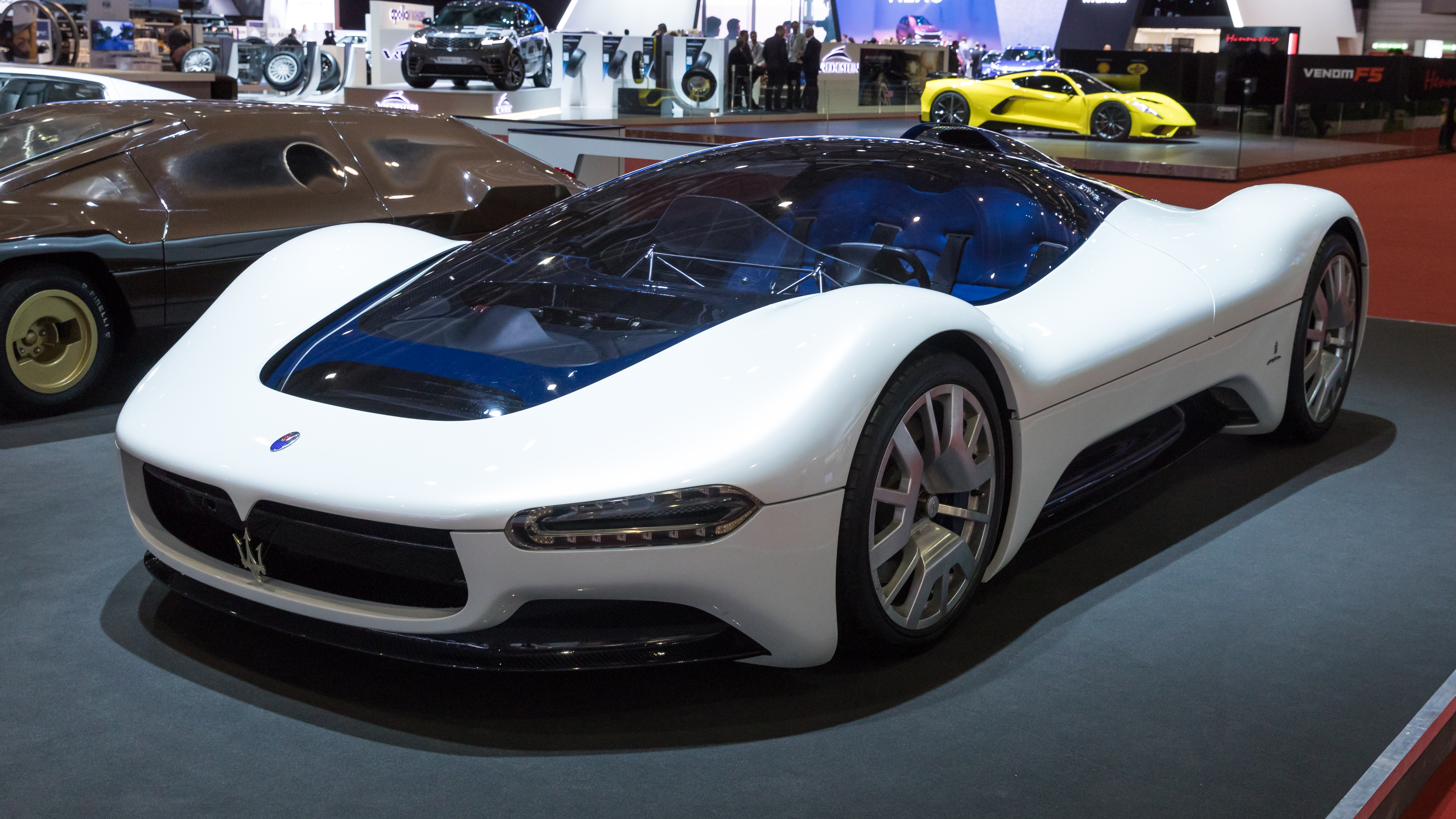
Maserati Birdcage75th

## Ferrari

### GT
| Code moteur | Cylindrée Alésage × course | Année de production | Modèle                                | Puissance                              | Couple                                   |
| ----------- | -------------------------- | ------------------- | ------------------------------------- | -------------------------------------- | ---------------------------------------- |
| F140 B      | 5 998 cm3 92 × 75,2 mm     | 2002–2004           | Ferrari Enzo Ferrari                  | 660 ch à 7 800 tr/min                  | 657 N m à 5 500 tr/min                   |
| F140 C      | 5 998 cm3 92 × 75,2 mm     | 2006–2012           | Ferrari 599 GTB Fiorano               | 620 ch à 7 600 tr/min                  | 608 N m à 5 600 tr/min                   |
| F140 CE     | 5 998 cm3 92 × 75,2 mm     | 2010–2012           | Ferrari 599 GTO                       | 670 ch à 8 250 tr/min                  | 620 N m à 6 500 tr/min                   |
| F140 EB     | 6 262 cm3 94 × 75,2 mm     | 2011–2016           | Ferrari FF                            | 660 ch à 8 000 tr/min                  | 682 N m à 6 000 tr/min                   |
| F140 FC     | 6 262 cm3 94 × 75,2 mm     | 2012–2016           | Ferrari F12berlinetta                 | 740 ch à 8 250 tr/min                  | 690 N m à 6 000 tr/min                   |
| F140 FE     | 6 262 cm3 94 × 75,2 mm     | 2013–2015           | Ferrari LaFerrari                     | 800 ch à 9 000 tr/min + 163 ch du KERS | 700 N m à 6 750 tr/min + 200 N m du KERS |
| F140 FG     | 6 262 cm3 94 × 75,2 mm     | 2015–2016           | Ferrari F12tdf                        | 780 ch à 8 500 tr/min                  | 705 N m à 6 250 tr/min                   |
| F140 ED     | 6 262 cm3 94 × 75,2 mm     | 2016–en production  | Ferrari GTC4Lusso                     | 690 ch à 8 000 tr/min                  | 700 N m à 5 750 tr/min                   |
| F140 GA     | 6 496 cm3 94 × 78 mm       | 2017–en production  | Ferrari 812 Superfast Ferrari 812 GTS | 800 ch à 8 500 tr/min                  | 718 N m à 7 000 tr/min                   |
| F140 GC     | 6 496 cm3 94 × 78 mm       | 2018–en production  | Ferrari Monza SP1 et SP2              | 810 ch à 8 500 tr/min                  | 719 N m à 7 000 tr/min                   |

### Compétition
| Code moteur | Cylindrée Alésage × course | Année de production | Modèle                 | Puissance                              |
| ----------- | -------------------------- | ------------------- | ---------------------- | -------------------------------------- |
| F140 DA     | 6 262 cm3                  | 2005–2006           | Ferrari FXX            | 800 ch à 8 500 tr/min                  |
|             | 6 262 cm3                  | 2007–2008           | Ferrari FXX Evoluzione | 860 ch à 9 500 tr/min                  |
| F140 CF     | 5 999 cm3                  | 2009–2010           | Ferrari 599XX          | 730 ch à 9 000 tr/min                  |
|             | 5 999 cm3                  | 2011–2012           | Ferrari 599XX Evo      | 740 ch à 9 000 tr/min                  |
|             | 6 262 cm3                  | 2014–2016           | Ferrari FXX-K          | 860 ch à 9 250 tr/min + 190 ch du KERS |

## Maserati

### GT
| Code moteur | Cylindrée Alésage × course | Année de production | Modèle        | Puissance             |
| ----------- | -------------------------- | ------------------- | ------------- | --------------------- |
| M144A       | 5 999 cm3                  | 2004–2005           | Maserati MC12 | 630 ch à 7 000 tr/min |

### Compétition
| Code moteur | Cylindrée Alésage × course | Année de production | Modèle              | Puissance             | Note                   |
| ----------- | -------------------------- | ------------------- | ------------------- | --------------------- | ---------------------- |
|             | 5 998 cm3                  | 2004–2006           | Maserati MC12 GT1   | 600 ch                | avec restricteur d'air |
|             | 5 998 cm3                  | 2006–2007           | Maserati MC12 Corsa | 755 ch à 8 000 tr/min |                        |

### Prototype
| Code moteur | Cylindrée Alésage × course | Année de production | Modèle                | Puissance |
| ----------- | -------------------------- | ------------------- | --------------------- | --------- |
|             | 5 998 cm3                  | 2005                | Maserati Birdcage75th | 700 ch    |